# Накфа (район)
Накфа — район зоби (провінції) Семіен-Кей-Бахрі, що в Еритреї. Столиця — місто Накфа.